# Cystopteris bulbifera
Espèce
Cystopteris bulbifera ou Cystoptère bulbifère est une espèce de fougères de la famille des Dryopteridaceae et du genre Cystopteris.

## Liste des variétés et formes
Selon Tropicos (7 juin 2013) (Attention liste brute contenant possiblement des synonymes) :
- variété hybride Cystopteris bulbifera × protrusa
- variété hybride Cystopteris bulbifera × tennesseensis
- variété Cystopteris bulbifera var. horizontalis G. Lawson
- forme Cystopteris bulbifera fo. bulbifera
- forme Cystopteris bulbifera fo. horizontalis Gilbert